# Joachim Stoltzenburg
Joachim Stoltzenburg (* 16. Februar 1921 in Schwerin; † 8. September 2011 in Frankfurt am Main) war ein deutscher Bibliothekar und langjähriger Direktor der Universitätsbibliothek Konstanz.

## Leben und Wirken
Stoltzenburg studierte nach dem Kriegsdienst ab 1946 an der Universität Heidelberg Rechts- und Staatswissenschaften. Das erste Staatsexamen legte er 1949 ab, das zweite Staatsexamen 1953. Im gleichen Jahr erfolgte die Promotion. Hieran schloss sich das Bibliotheksreferendariat für den höheren Bibliotheksdienst an. Von 1956 bis 1964 war er als Bibliothekar an der Württembergischen Landesbibliothek tätig. 1964 wurde er für den Neuaufbau einer Universitätsbibliothek an die neu gegründete Universität Konstanz abgeordnet, die er dann bis zu seinem Ruhestand 1986 (seit 1976 als Leitender Bibliotheksdirektor) leitete.
Das berufliche Wirken Stoltzenburgs ist vor allem mit dem erfolgreichen Aufbau einer modernen und leistungsfähigen zentralen Universitätsbibliothek in Konstanz (unter Verzicht auf dezentrale Bibliotheken) verbunden, deren Bestände von Beginn an fachsystematisch und frei zugänglich aufgestellt wurden.

## Schriften
- Das Problem des Überzeugungsverbrechers bei Gustav Radbruch, Dissertation Universität Heidelberg 1953.
- Bibliothekssystem und systematische Aufstellung. In: Zeitschrift für Bibliothekswesen und Bibliographie, Jg. 14 (1967), S. 298–315.
- Zentralisierung und Dezentralisierung im Entwurf und Gegenentwurf für ein Bibliothekssystem de Universität für ein Bibliothekssystem der Universität Bielefeld. In: Mitteilungsblatt. Verband der Bibliotheken des Landes Nordrhein-Westfalen, Jg. 18 (1968), S. 93–111.
- Der Bibliothekar und seine Ausbildung. In: Zeitschrift für Bibliothekswesen und Bibliographie, Jg. 16 (1969), S. 381–392.
- Das Konstanzer Schema zur Erfassung bibliographischer Daten. In: Zeitschrift für Bibliothekswesen und Bibliographie, Jg. 16 (1969), S. 119–153.
- Die Bibliothek als Literaturversorgungssystem der Universität Konstanz. In: Konstanzer Blätter für Hochschulfragen, Jg. 8 (1970), H. 29, S. 74–93.
- Die Universitätsbibliothek in den Hochschulen der Bundesrepublik Deutschland. Entwicklungen und Tendenzen. In: Libri, Jg. 20 (1970), S. 243–262.
- Können grössere wissenschaftliche Bibliotheken den Computer für die eigene Sacherschliessung in absehbarer Zeit ausnutzen? In: Zeitschrift für Bibliothekswesen und Bibliographie, Jg. 19 (1972), S. 373–377.
- Die Universitätsbibliothek in den Hochschulen der Bundesrepublik Deutschland. In: Konstanzer Blätter für Hochschulfragen, Jg. 10 (1972), S. 23–41.
- Die Bibliothek als Literaturversorgungssystem der Universität Konstanz. In: Bauwelt, Jg. 65 (1974), S. 404–413.
- Ziele und Methoden der Projekte zur Benutzerforschung in wissenschaftlichen und öffentlichen Bibliotheken. In: Paul Kaegbein (Hrsg.): Bibliothekarische Kooperation. Aspekte und Möglichkeiten, Klostermann, Frankfurt am Main 1974 (Zeitschrift für Bibliothekswesen und Bibliographie, Sonderhefte, Band 18), S. 111–117.
- (zusammen mit Günter Wiegand): Die Bibliothek der Universität Konstanz 1965–1974. Erfahrungen und Probleme, Verlag Dokumentation, Pullach 1975 (Bibliothekspraxis, Band 18), ISBN 3-7940-4114-3.
- Planung des Einsatzes der ADV in wissenschaftlichen Bibliotheken Baden-Württembergs. In: Hans-Peter Geh (Hrsg.): Organisation und Technik in Bibliotheken, Klostermann, Frankfurt am Main 1975 (Zeitschrift für Bibliothekswesen und Bibliographie, Sonderhefte, Band 21), S. 40–54.
- Zentrale und kooperative Dienstleistungen für wissenschaftliche Bibliotheken. In: Fritz Junginger (Hrsg.): Zentrale und kooperative Dienstleistungen im Bibliothekswesen. Vorträge, gehalten auf dem 65. Deutschen Bibliothekartag vom 20. – 24. Mai 1975 in Konstanz, Klostermann, Frankfurt am Main 1976 (Zeitschrift für Bibliothekswesen und Bibliographie, Sonderhefte, Band 22), S. 13–22, ISBN 3-465-01181-3.
- Vor Beginn der Datenverarbeitung in (wissenschaftlichen) Bibliotheken. In: Bibliotheksdienst, Jg. 17 (1983), S. 647–664.
- Die Bibliothek zwischen Tradition und Moderne. In: Bibliotheksdienst, Jg. 18 (1984), S. 695–706.
- (zusammen mit Karl Wilhelm Neubauer): Einige Ergebnisse in bibliothekarischer Interpretation, Deutsches Bibliotheksinstitut, Berlin 1984 (Benutzung von Katalogen und Freihandbeständen in deutschen Universalbibliotheken, Band 2) (DBI-Materialien, Band 31/2), ISBN 3-87068-831-9.
- Der Innere Kreis als Zentrum deutscher Bibliothekspolitik. Strukturen und Prozeduren. In: Bibliotheksdienst, Jg. 23 (1989), S. 481–498.
- Katalogkonversion und Infrastrukturpolitik – zwei Seiten einer Medaille. In: Bibliotheksdienst, Jg. 24 (1990), S. 751–765.
- Ein Rückblick nach vorn. Zum Werden der Neuen Bibliothek der Universität Konstanz. In: Hans-Joachim Koppitz (Hrsg.): Die Neugründung wissenschaftlicher Bibliotheken in der Bundesrepublik Deutschland, Saur, München 1990 (Beiträge zur Bibliothekstheorie und Bibliotheksgeschichte, Band 5), S. 121–168, ISBN 3-598-10906-7.
- Die Rückseite des Mondes? Zur Geschichte der Bibliothekare als Disziplin der Bibliotheksgeschichte. In: Bibliothek. Forschung und Praxis, Jg. 14 (1990), S. 74–81.